# دينهام فوتس
دينهام فوتس (بالإنجليزية: Denham Fouts)‏ هو بائع هوى ‏ أمريكي، ولد في 9 مايو 1914 في جاكسونفيل في الولايات المتحدة، وتوفي في 16 ديسمبر 1948 في روما في إيطاليا.